# Contea di Madison (Montana)
La contea di Madison (in inglese Madison County) è una contea del Montana, negli Stati Uniti. Il suo capoluogo amministrativo è Virginia City.

## Geografia fisica
La contea ha un'area di 9.332 km² di cui lo 0,45% è coperto d'acqua. Confina con le seguenti contee:
- Contea di Beaverhead - sud-ovest
- Contea di Silver Bow - nord-ovest
- Contea di Jefferson - nord
- Contea di Gallatin - est
- Contea di Fremont - sud

### Evoluzione demografica

Situazione demografica

## Città principali
- Ennis
- Sheridan
- Twin Bridges
- Virginia City

## Strade principali
- U.S. Route 287
- Montana Highway 41
- Montana Highway 287

## Musei
- Museum of the American Cowboy